# Alien vs. Predator
Alien vs. Predator is een Amerikaanse sciencefiction-actiefilm uit 2004, geregisseerd door Paul W.S. Anderson. Een alternatieve titel voor de film is AvP of AVP. Hoofdrollen worden vertolkt door Sanaa Lathan, Lance Henriksen, Raoul Bova, Ewen Bremner en Colin Salmon. De film combineert de filmreeksen Alien en Predator, beide eigendom van 20th Century Fox. De film werd niet al te best ontvangen door critici, hoewel de effecten wel werden geprezen.

## Verhaal
In 2004 ontdekt een satelliet van Weyland Industries een mysterieuze hittebron op Antarctica. Charles Bishop Weyland, een rijke industrialist, laat hierop een team samenstellen om de bron te onderzoeken. Dit team bestaat onder andere uit archeologen, taalkundigen, paleontologen, soldaten en een gids genaamd Alexa Woods.
Op Antarctica blijkt de hittebron een piramide te zijn met kenmerken van zowel Azteekse als Cambodjaanse en Egyptische oude volkeren. Als het team de piramide binnengaat, blijken ze in de val te zijn gelokt. De piramide is gebouwd door de Predators als een broedplaats voor Aliens. Deze worden gekweekt voor een speciaal ritueel waarbij jonge predators zich moeten bewijzen door een alien op te jagen en te doden. De expeditie belandt midden in de strijd tussen de beide groepen. Ze ontdekken aan de hand van enkele hiërogliefen dat de Predators de aarde al duizenden jaren bezoeken. Zij zijn de architecten van alle piramides wereldwijd. Al eeuwen gebruiken ze mensen als bron voor het kweken van de aliens.
De expeditieleden zullen een kant moeten kiezen, willen ze levend uit dit conflict komen. Daar de Aliens volgens hen het grootste gevaar vormen voor de mensheid, besluiten ze de Predators te helpen bij hun jacht. Naarmate de strijd vordert, worden zowel de Predators als de expeditieleden een voor een door de Aliens gedood, totdat enkel Alexa en een laatste predator over zijn. De twee spannen samen om de Alienkoningin in de piramide te verslaan voor ze naar de buitenwereld kan ontsnappen. Ze verslaan haar uiteindelijk door haar via een ketting vast te maken aan een watertoren, en die in zee te gooien. De predator sterft echter aan zijn verwondingen.
Na de strijd duikt er een predatorschip op. De dode predator wordt mee aan boord genomen, terwijl een oudere predator Alexa een speer geeft als teken van respect. Wanneer het schip vertrekt, blijkt de dode predator eerder in de film te zijn geïnfecteerd door een facehugger. Uit zijn lichaam komt een Alien/Predator-hybride.

## Rolverdeling
| Acteur               | Personage                         |
| -------------------- | --------------------------------- |
| Sanaa Lathan         | Alexa 'Lex' Woods                 |
| Raoul Bova           | Sebastian de Rosa                 |
| Lance Henriksen      | Charles Bishop Weyland            |
| Ewen Bremner         | Graeme Miller                     |
| Colin Salmon         | Maxwell Stafford                  |
| Tommy Flanagan       | Mark Verheiden                    |
| Joseph Rye           | Joe Connors                       |
| Agatha de la Boulaye | Adele Rousseau                    |
| Carsten Norgaard     | Rusten Quinn                      |
| Sam Throughton       | Thomas Parks                      |
| Petr Jákl            | Stone Hedge                       |
| Pavel Bezdek         | Bass Pedal                        |
| Kieran Bew           | Klaus Santa                       |
| Carsten Voight       | Mikkel                            |
| Jan Pavel Filipensky | Boris                             |
| Adrian Bouchet       | Sven                              |
| Andy Lucas           | Juan Ramirez                      |
| Ian Whyte            | Scar/Celtic/Chopper/oude Predator |
| Tom Woodruff jr.     | Grid (hoofd-alien)                |

## Achtergrond

### Geschiedenis
Het idee voor een cross-over tussen Alien en Predator bestond al 14 jaar lang voordat de film daadwerkelijk werd gemaakt. In Predator 2 verscheen de schedel van het titelmonster uit Alien in een trofeeënmuur van een Predator. Er doken in de jaren negentig allerlei geruchten op en er liep al een succesvolle stripboekenreeks. Rond 2000 verschenen er enkele computerspellen, Aliens versus Predator genaamd. Ook in deze media deden de strijdende filmmonsters het goed. Er werden bij 20th Century Fox al allerlei scenario's en regisseurs voorgesteld. Sommige scenario's volgden de verhaallijn uit Alien: Resurrection, de laatste Alien-film, en hadden Sigourney Weaver in de hoofdrol als Ellen Ripley; een personage dat ze tot dusver in alle Alienfilms had vertolkt. Zelf was Weaver geen fan van de cross-over.
In 2002 werd eindelijk, na meer dan een decennium, groen licht gegeven voor Alien vs. Predator. Regisseur Paul W.S. Anderson, die ook het scenario schreef, kwam met een totaal ander idee dan de vorige voorgestelde scenario's: de film zou in de tegenwoordige tijd spelen, in een piramide onder het ijs van Antarctica. Dat betekende automatisch dat Ellen Ripley niet in de film voor zou komen daar het verhaal ver voor haar tijd zou spelen. Ian Whyte nam de rol van de Predator over, daar Kevin Peter Hall, de oorspronkelijke Predator, op 10 april 1991 overleed aan aids.
De film kreeg een budget van 45 miljoen dollar, een stuk minder dan de laatste film, Alien: Resurrection (70 miljoen). In op 24 oktober 2003 begon het filmen in Praag. Een tijdje later verscheen de eerste teaser op Internet. Later volgden meer trailers, vooral nadat het filmen in februari 2004 afgerond was. In de VS ging de film op 19 augustus 2004 in première. In Nederland verscheen de film op 28 oktober. In interviews verklaarde regisseur Anderson dat enkele weken voor de première, er een hoop materiaal uit de film geknipt was. Het geplande certificaat was R (equivalent van 16 jaar en ouder). De geknipte versie kon doorgaan voor PG-13 (12 jaar en ouder). Later bleek dit echter een door fans gestart gerucht te zijn; Anderson verklaarde dat de film in de bioscoop de versie was die hij wilde laten zien. In Amerika was het de eerste Alien- en Predator-film met een lager certificaat dan R (terwijl Alien en Alien 3 in Nederland ook al 12+ waren). Op 26 januari 2005 kwam de film uit op dvd.

### Verwijzingen naar voorgaande films
Er zitten talloze verwijzingen naar de voorgaande Alien- en Predatorfilms verwerkt in Alien vs Predator, zoals:
- Lance Henriksens personage steekt op een gegeven moment een pen tussen zijn vingers. Dit verwijst naar de 'messentruc' van zijn personage uit Aliens. Ook is de afbeelding van de alien-kop op de vloer van de offerkamer gebaseerd op het ontwerp van de hoes van Alien 3.
- Het personage Charles Bishop Weyland is de voorouder van Michael Bishop, een personage uit Alien 3. Deze is op zijn beurt de maker van robot Bishop uit Aliens. Alle drie de rollen werden gespeeld door Lance Henriksen.
- Juan Ramirez is (vermoedelijk) familie van Poncho Ramirez uit Predator.
- Weyland Industries is de voorloper van Weyland-Yutani uit de eerste drie Alien-films. Oorspronkelijk zou Peter Weller een rolletje spelen als John Yutani, de andere helft van het toekomstige bedrijf.
- De maskers van de drie Predators in de film zijn gemodelleerd naar die van enkele Predators uit de eindscène van Predator 2. Dit heeft onder sommige fans geleid tot het geloof dat dit in feite dezelfde Predators waren, aangezien alle Predators unieke maskers schijnen te hebben.

### Muziek
De Oostenrijkse componist Harald Kloser werd ingehuurd om de filmmuziek voor Alien vs. Predator te componeren. Hij kreeg de baan na zijn werk aan The Day After Tomorrow te hebben voltooid. De muziek werd opgenomen in Londen, en bestaat voornamelijk uit orkestmuziek.

## Reacties
De kritieken op de film waren niet al te best, er was meer negatief dan positief commentaar. Er werd vooral geklaagd over moeilijk volgbare, snelle actieshots (een standaard kenmerk van regisseur Anderson). Ook hadden veel fans kritiek op de volgens hen slechte continuïteit ten opzichte van de andere films. Over de effecten werd wel goed gesproken.
Ondanks de slechte kritiek trok de film veel bezoekers; in het openingsweekend bracht de film in de VS zo'n 38,2 miljoen dollar op, in Nederland was het ongeveer 259.579 euro. De totale wereldwijde opbrengst kwam uit op 172.544.654 dollar.

## Prijzen en nominaties
In 2005 won Alien vs. Predator de BMI Film Music Award.
Datzelfde jaar werd de film genomineerd voor een Golden Raspberry Award in de categorie 'Slechtste remake of vervolg'.